# Cupa continentală IIHF 2024–25
Cupa Continentală 2024–2025 este cea de-a 27-a ediție a Cupei Continentale IIHF, competiția europeană de hochei pe gheață de nivel doi, organizată de Federația Internațională de Hochei pe gheață. Competiția a început pe 20 septembrie 2024, iar turneul final se va disputa în perioada 16-19 ianuarie 2025.

## Echipe calificate
| Echipă                  | Metodă de calificare                                |
| Intră în runda a 3-a    | Intră în runda a 3-a                                |
| ----------------------- | --------------------------------------------------- |
| Aalborg Pirates         | Campioană a 2023–24 Metal Ligaen                    |
| Brûleurs de Loups       | Campioană a 2023–24 Coupe de France                 |
| HC Arlan                | Campioană a 2023–24 Kazakhstan Hockey Championship  |
| GKS Katowice            | Vicecampioană a 2023–24 Polska Hokej Liga           |
| Vlci Zilina             | Campioană a 2023–24 Slovak 1. Liga                  |
| Cardiff Devils          | Vicecampioană a 2023–24 EIHL                        |
| Intră în runda a 2-a    |                                                     |
| Ferencvárosi TC         | Campioană a 2023–24 OB I bajnokság                  |
| Rittner Buam            | Campioană a 2023-24 IHL – Elite                     |
| HK Mogo                 | Campioană a 2023–24 Latvian Hockey League           |
| CSM Corona Brasov       | Campioană a 2023–24 Liga Națională de hochei        |
| Sokil Kyiv              | Campioană a 2023–24 Ukrainian Hockey League         |
| Acroni Jesenice         | Vicecampioană a 2023–24 Slovenian Ice Hockey League |
| Intră în prima rundă    |                                                     |
| Bulldogs Liège          | Campioană a 2023–24 BeNe League                     |
| Irbis-Skate Sofia       | Campioană a 2023–24 Bulgarian Hockey League         |
| KHL Sisak               | Campioană a 2023–24 Croatian Ice Hockey League      |
| Narva PSK               | Campioană a 2023–24 Meistriliiga                    |
| Skautafelag Reykjavikur | Campioană a 2023–24 Icelandic Hockey League         |
| Energija/GV Elektrėnai  | Campioană a 2023–24 Lithuania Hockey League         |
| SKHL Crvena zvezda      | Campioană a 2023–24 Serbian Hockey League           |
| CH Jaca                 | Campioană a 2023–24 Liga Nacional de Hockey Hielo   |

## Prima rundă

### Grupa A
Turneul Grupei A s-a disputat la Sofia, Bulgaria, în perioada 20-22 septembrie 2024.

### Grupa B
Turneul Grupei B s-a disputat în Narva, Estonia, în perioada 20-22 septembrie 2024.

## A doua rundă

### Grupa C
Turneul Grupei C s-a disputat în Renon, Italia, în perioada 18-20 octombrie 2024.

### Grupa D
Turneul Grupei D s-a disputat în Brașov, România, în perioada 18-20 octombrie 2024.
Note:
HK Mogo 3–4 (OT) CSM Corona Brașov

## A treia rundă

### Grupa E
Turneul Grupei E s-a disputat în Žilina, Slovacia, în perioada 15-17 noiembrie 2024.

### Grupa F
Turneul Grupei F s-a disputat în Aalborg, Danemarca, în perioada 15-17 noiembrie 2024.
Note:
GKS Katowice 3 Pct, +1 G; Brûleurs de Loups 3 Pct, 0 G; Aalborg Pirates 3 Pct, –1 G

## Runda finală
Turneul final s-a disputat în Cardiff, Țara Galilor, în perioada 16-19 ianuarie 2025.